# St. Laurentius (Horní Blatná)

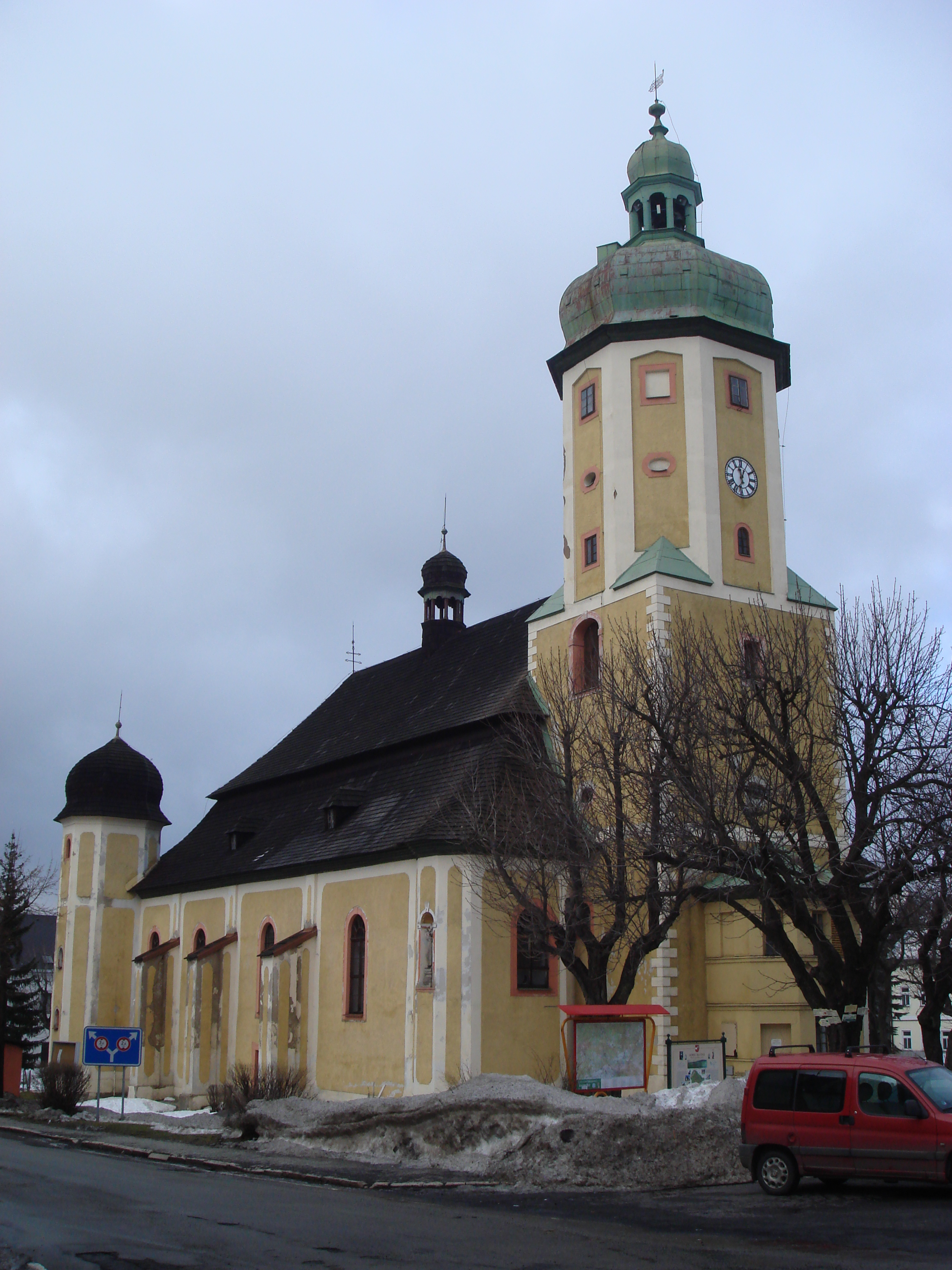
St. Laurentius in Horní Blatná

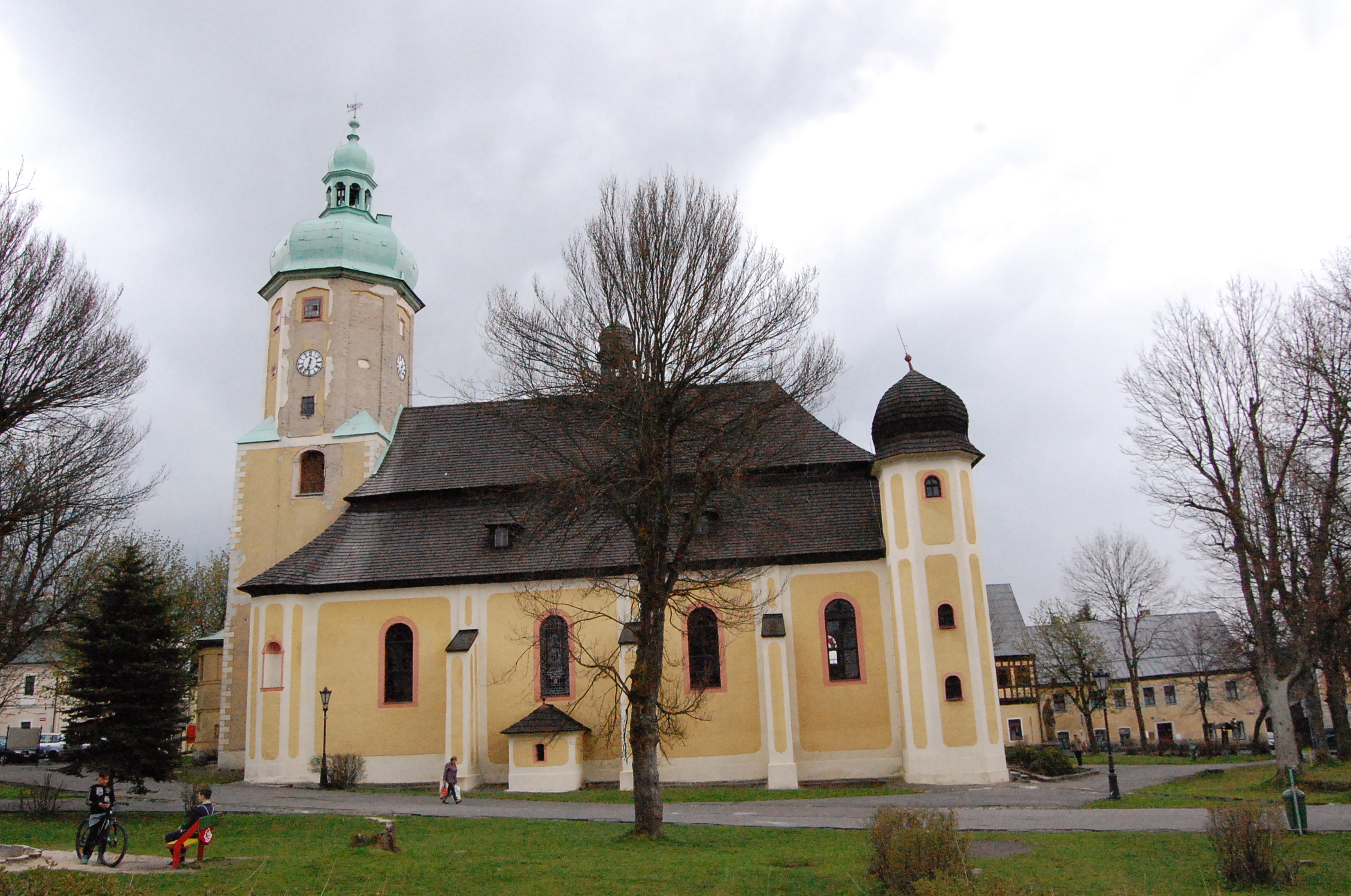
Seitenansicht

Die römisch-katholische Pfarrkirche St. Laurentius (tschechisch Kostel svatého Vavřince) ist ein barocker Kirchenbau im Zentrum der tschechischen Stadt Horní Blatná (deutsch: Bergstadt Platten) im Erzgebirge.

## Geschichte

### Vorgängerbau
1535 besichtigte Kurfürst Johann Friedrich von Sachsen die Gemeinde. Er verlieh ihr den Namen Platten und stellte 200 Gulden zum Aufbau von Kirche und Schule zur Verfügung. Für den Unterhalt des Pfarrers sollte eine Steuer aus einem Kloster bei Crimmitschau verwendet werden. Eine kleine Kirchenglocke, ein Messgewand und ein Kelch wurden aus dem aufgelösten Kloster Grünhain übernommen, eine weitere Glocke aus einem Zwickauer Kloster.
1539 wurde Magister Seidelman als neuer Pfarrer angenommen, der im Jahr darauf von Johan Meußzahl abgelöst wurde. 1541 fand die Weihe dieses am „Pfarrteich“ gelegenen ersten protestantischen Kirchenbaus mit dessen Nachfolger Wolfgang Schmatzner statt. 1544 wurde ein zinnernes Taufbecken gefertigt, das in den gegenwärtigen Bau übernommen wurde und noch erhalten ist. Unter dem Bau strich ein Gang der Heilig-Geist-Grube, was Bergschäden verursachte und die Kirche baufällig werden ließ, bis sie schließlich 1592 abgetragen werden musste.

### Gegenwärtiger Kirchenbau
Der gegenwärtige Bau wurde ab 1593 auf dem Marktplatz errichtet und am 15. August 1594 protestantisch geweiht. Ursprünglich war es ein rechteckiges Bethaus. 1605 wurde im Osten ein hölzerner Turm angebaut. 1611 erfolgte eine Renovierung der Kirche, nachdem sich durch die Last des Turmes Risse gebildet hatten. Das Kircheninnere wurde weiß gekalkt. Am 14. Mai 1672 früh um 5 Uhr stürzte der Turm ein und zerstörte die darunter befindliche Sakristei. Der Turm wurde 1682 durch einen steinernen Turm ersetzt. 1617 wurde die Decke im Kirchenschiff vertäfelt sowie Altargitter, Knapp- und Ratsstühle fertiggestellt.
Nachdem Plattner Bürger infolge des Prager Friedens das Bekenntnis zur Religion des Landesherren forderten, legte 1636 der letzte protestantische Pfarrer Johann Jahn sein Amt nieder. Platten wurde katholisch und fortan versahen ausschließlich katholische Geistliche Kirchendienst. Der evangelische Teil der Bevölkerung wurde gezwungen, zum Katholizismus überzutreten oder das Land zu verlassen. Im Winter 1654 verließ der größte Teil der Bevölkerung Platten, gründete unmittelbar hinter der benachbarten sächsischen Grenze die Exulantenstadt Johanngeorgenstadt und baute dort nach dem Vorbild der Plattener Kirche eine neue evangelische Stadtkirche.
1676 lief das 40 Jahre zuvor in den Friedensbestimmungen ausgesetzte Restitutionsedikt aus und der Religionskampf fand sein Ende. 1686 wurde die Kirche auf Anordnung des Prager Erzbischofs katholisch umgeweiht und St. Laurentius zum Schutzheiligen ernannt. Zwischen 1753 und 1755 wurde das Mauerwerk erhöht und die beiden Chortürmchen angebaut.
Am 3. Mai 1958 wurde der Kirchenbau in das Staatliche Verzeichnis der Kulturdenkmäler eingetragen. In den Jahren 1992–1997 erfolgte mit finanzieller Unterstützung aus Sammlungen ehemaliger deutscher Einwohner, finanziellen Zuwendungen des Kulturministeriums der Tschechischen Republik sowie erheblicher finanzieller Unterstützung durch die Gemeinde Horní Blatná eine umfassende Instandsetzung des Kirchenäußeren und -Inneren. Wesentlichen Anteil an der Sanierung hatte der damalige Bürgermeister Vilém Schneider.

## Architektur

### Außen
Der spätbarocke Bau besitzt einen rechteckigen Grundriss. Das Langhaus ist mit Mansarddach mit Dachgauben und gedeckt, Die Dachhaut besteht aus Holzschindeln. Auf dem Dachfirst befindet sich eine Laterne mit Zwiebelhaube.
An der westlichen Fassade sind zu beiden Seiten des Kirchenschiffs niedrige oktogonale Türmchen mit Haube angebaut. Die Außenfassade der Kirche wird durch Lisenenrahmen gegliedert. In der Hauptfassade befindet sich über dem rechtwinkligen Eingangsportal in einer Konchennische eine Statue des Heiligen Laurentius. An der nordwestlichen Seite der Hauptfassade befindet sich in einer Konchennische im Türmchen eine Statue der Immaculata, im Türmchen an der südwestlichen Seite eine Statue der Madonna. Zu den Ecktürmchen führen in der Hauptfassade rechtwinklige Seiteneingänge. Unter dem jeweils dritten Fenster des Schiffs befinden sich die Seiteneingänge, wovon der nördliche in einem Anbau liegt. In den Polygonen zwischen Kirchenschiff und Kirchturm gibt es zudem Nischen. In der südlichen Nische befindet sich eine Statue des Heiligen Antonius, die gegenüberliegende Nische ist leer.

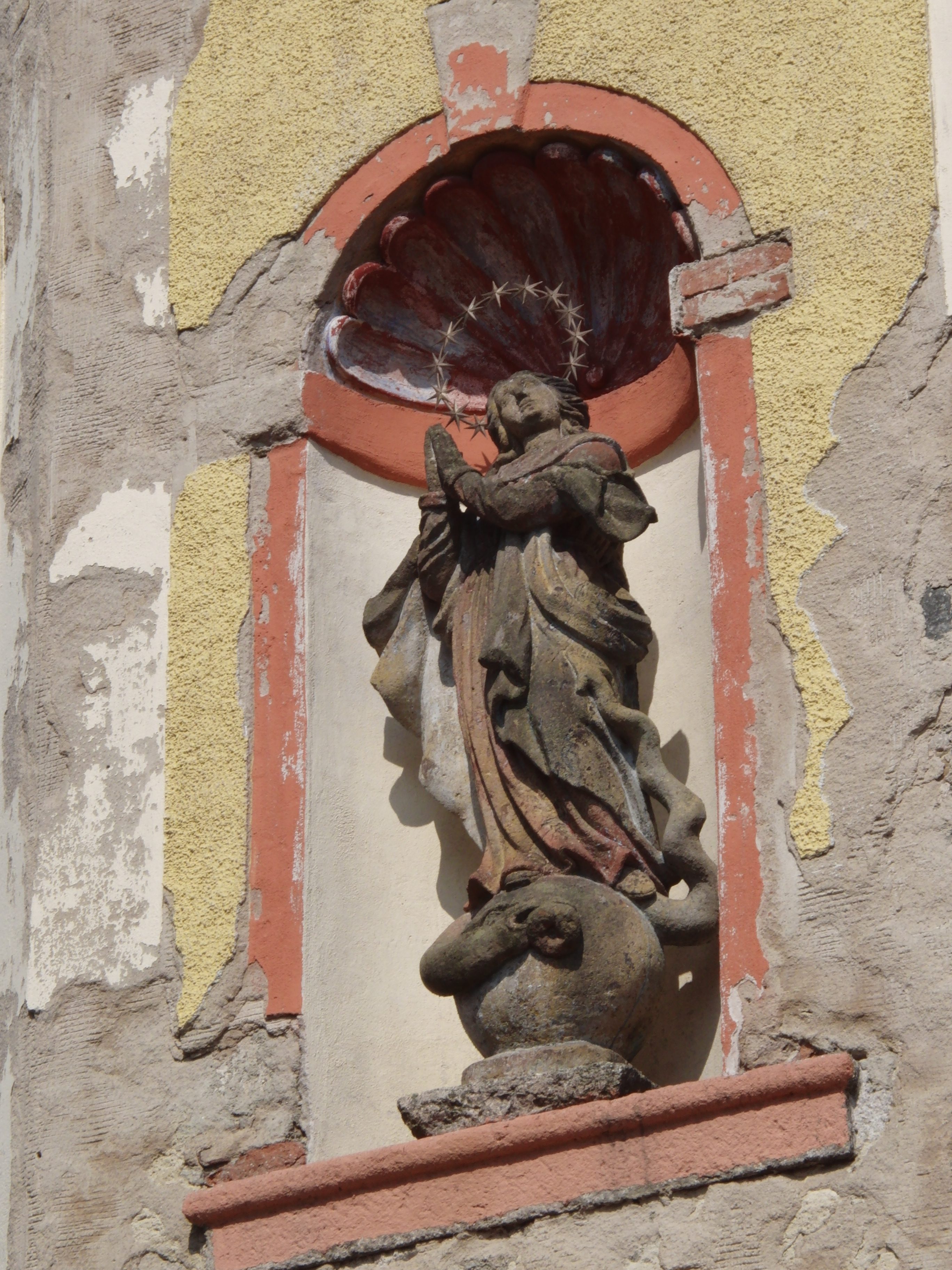
Maria Immaculata
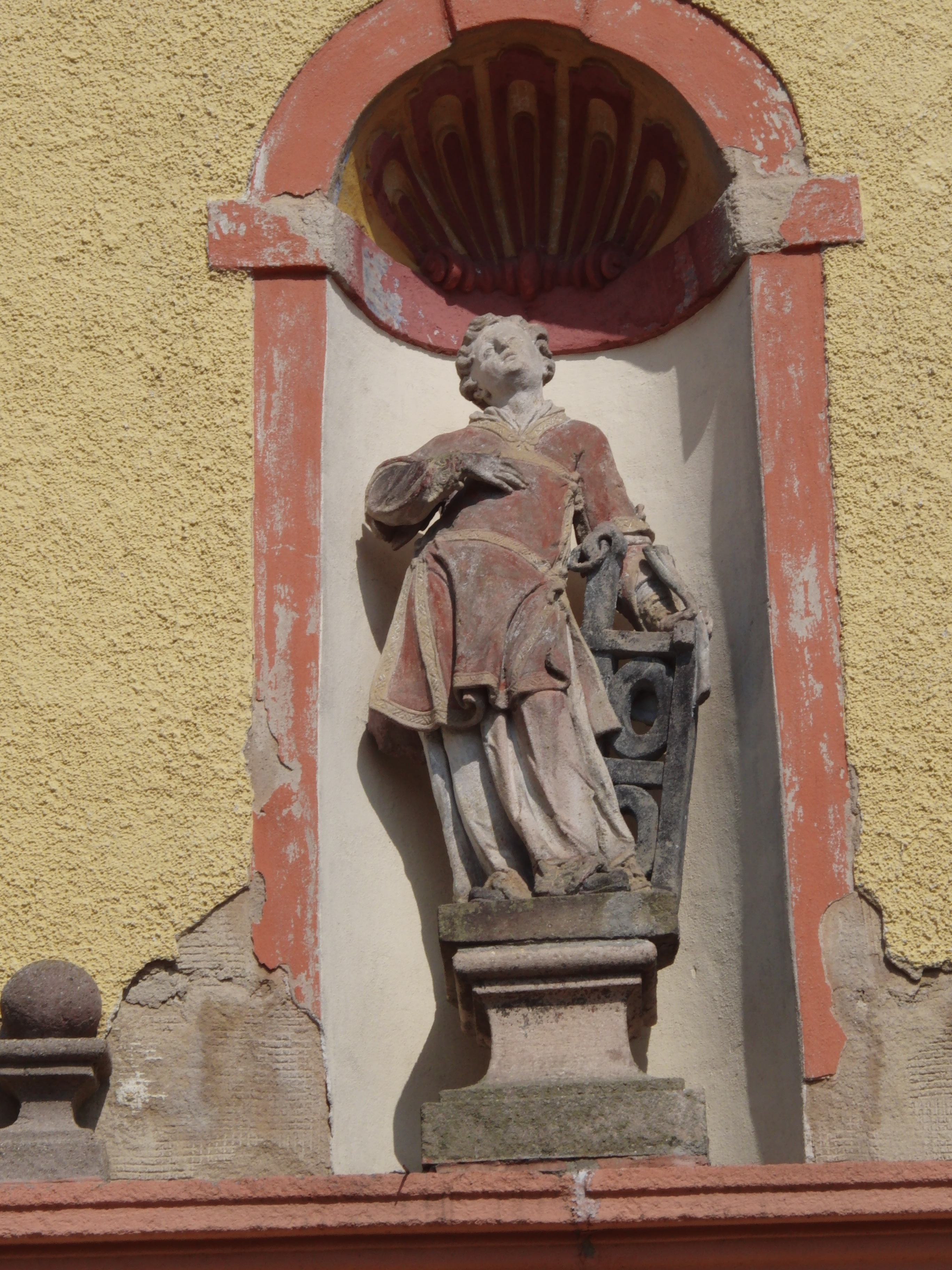
Heiliger Laurentius
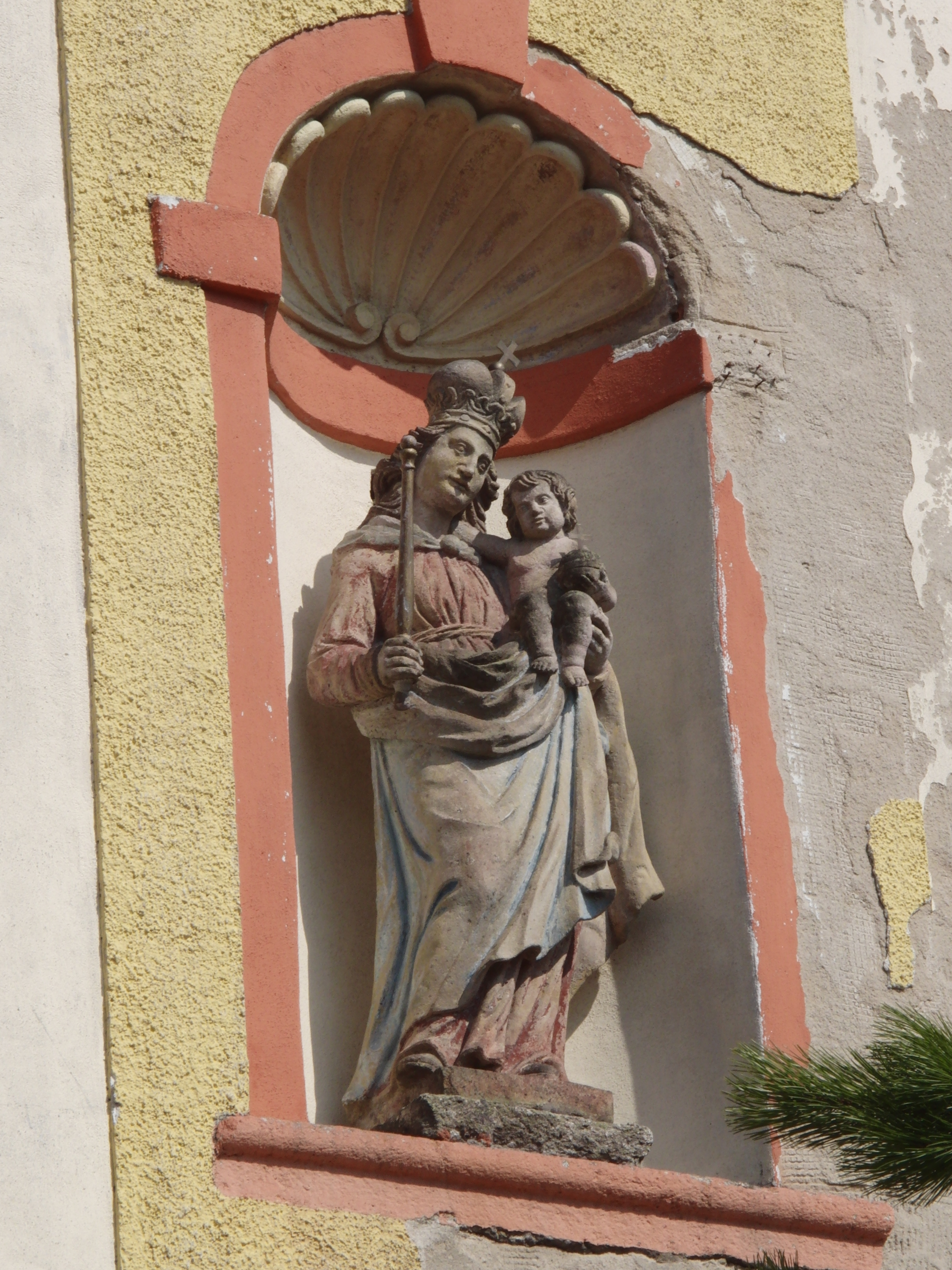
Madonna
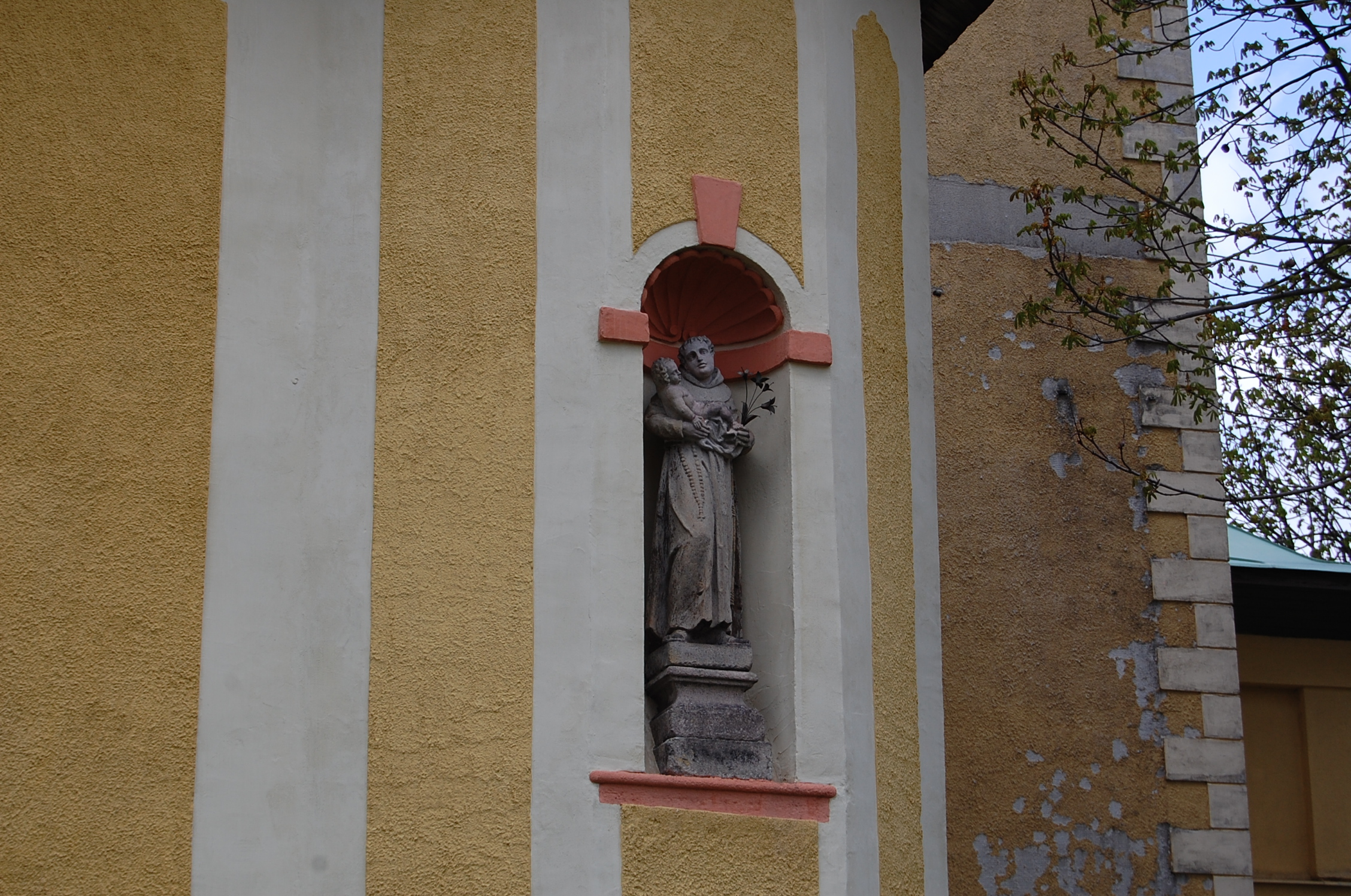
Heiliger Antonius

Der 1682 errichtete Turm, auch als „Stadt-Turm“ bezeichnet, ist zwar Kirchturm, gehörte aber der Stadtverwaltung. Im unteren, quadratischen Teil, befindet sich unter einem mächtigen Steingewölbe die Sakristei. Der Aufstieg zum Turm erfolgt über einen sogenannten Turmumbau mit Wendeltreppe an der Ostseite. Im Obergeschoss des quadratischen Turmteils befindet sich der Glockenboden. Er besitzt nach Nord und Süd große Fensteröffnungen mit halbkreisförmigem Abschluss sowie nach Osten ein kleineres rechteckiges Fenster, die mit Lüftungsjalousien versehen sind. Im sich anschließenden, oktogonalen Turmteil befindet sich die frühere Türmerstube sowie die Turmuhr. Gedeckt ist der Turm mit einem Helm samt Laterne. Die Außenwand des Kirchturmes ist teils glatt, im oktogonalen Teil ist sie durch Lisenenrahmen mit stumpfwinklig endenden Feldern gegliedert. Der neuzeitliche polygonale Vorbau an der Ostwand des Turmes wird durch Gesimse gegliedert, an einem befindet sich eine Tafel mit der Hausnummer 198.

### Innen
Das Innere des ungeteilten Kirchenschiffs ist mit einer flachen, mit bemaltem Stuckspiegel versehenen, Holzdecke überdeckt. Die Innenwände werden durch Pilaster mit ornamentell mit Schabracken- und Glockenmotiven verzierten Kapitellen, auf deren Gesimsen die Decke lagert, gegliedert. Im Westen befindet sich die von Säulen getragene, dreiseitige Empore, mit als Balustrade ausgeführter Brüstung. Die zu beiden Seiten des Turms gelegenen Einsatzkapellen sind zum Chor hin offen und mit diesem durch mit reichhaltigen Ornamenten verzierten Eckpilastern verbunden. Unterhalb des Kirchturms befindet sich ein mächtiges Tonnengewölbe, das vom Schiff durch ein halbrundes Portal mit abgeschrägten Ecken abgetrennt ist. In der nördlichen Mauer Schiffes ist wahrscheinlich ein ursprünglich spätgotisches, später barock umgestaltetes Portal verborgen.

## Ausstattung

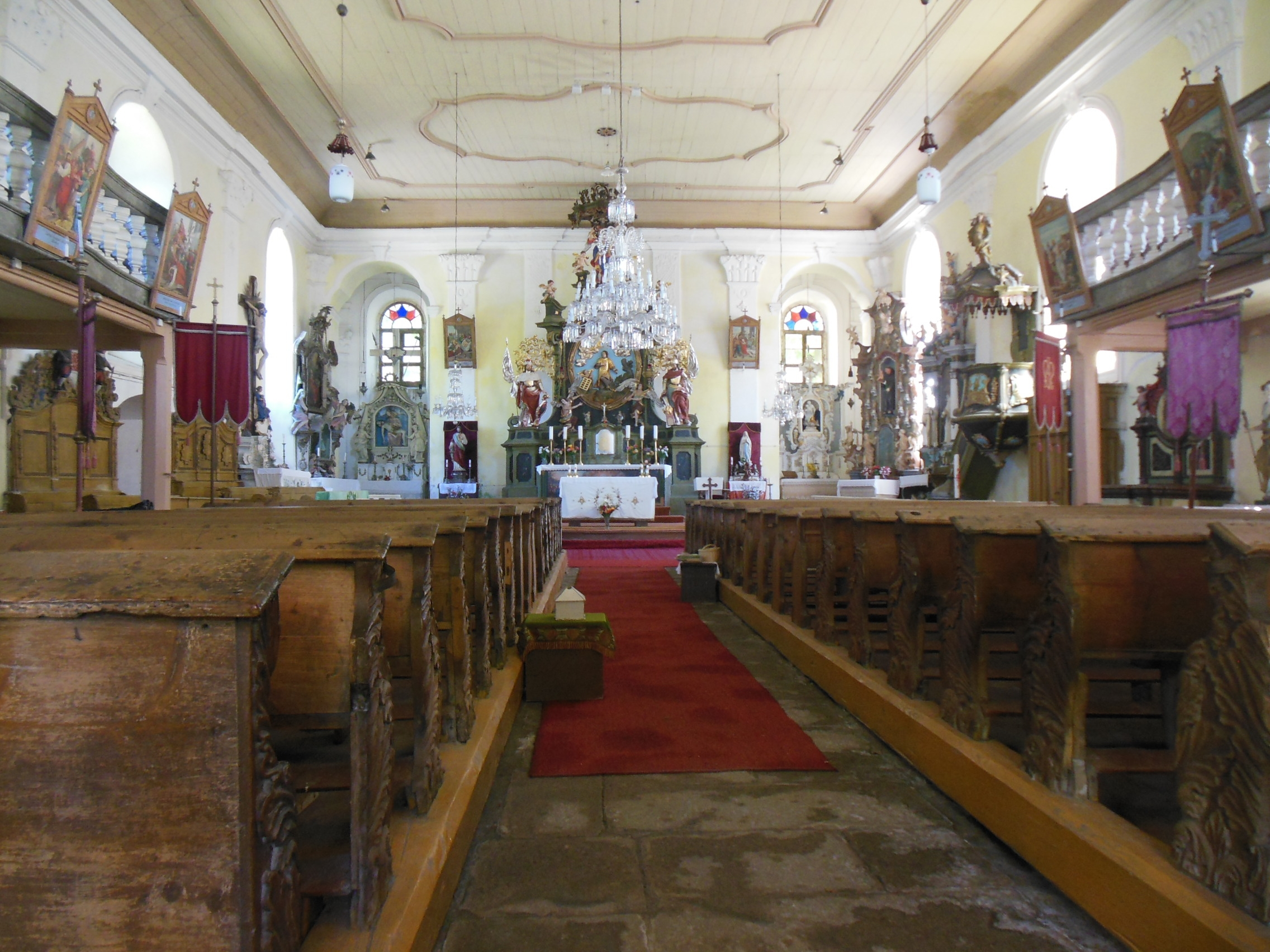
Blick ins Kirchenschiff mit Hauptaltar, Seitenaltären und Kanzel

### Altäre
Am östlichen Abschluss des Kirchenschiffs befindet sich der aus dem ersten Drittel des 18. Jahrhunderts datierende Hauptaltar. Er ist verziert mit Ornament- und Bandmotiven und beinhaltet ein mittiges Relief mit einem Bildnis des Heiligen Laurentius. Darüber hinaus finden sich seitlich Statuen der Heiligen Wenzel und Florian.
Aus der Zeit der Vollendung des gegenwärtigen Baus datieren ein Rokokotafelaltar mit einem zeitgenössischen Bildnis der Heiligen Cäcilia umgeben von Engelsstatuen, ein Altar mit Statuen der der Vierzehn Nothelfer, ein Rokokoaltar Kalvarienberg sowie ein Altar des heiligen Franz Xaver, der mit einem neuzeitlich übermalten Heiligenbild und einer Skulptur ausgestattet ist.
In der nördlichen Einsatzkapelle befindet sich ein Baldachinaltar der Pietà, in der südlichen Einsatzkapelle ein Altar mit Satue des Heiligen Josef.
Am 25. Dezember 1609 stiftete die Ehefrau des Stadtrichters Gabriel Siegel ein Bornkinnel, das nach aus der Joachimsthaler Kirche bekannten Brauch nunmehr auch in Platten jährlich von Weihnachten bis Lichtmess auf den Altar gestellt wurde.

### Taufbecken
Das Renaissance-Taufbecken aus dem Jahr 1544 wurde aus, von den hiesigen Bergwerksbesitzern gespendetem Zinn gefertigt. Es wurde aus dem 1592 abgetragenem Vorgängerbau übernommen. Die äußere Verzierung mit Röhren und Knöpfen stammt vom St. Joachimsthaler Zinngießer Leonhard Dürr. 1597 wurde es erneuert und mit diversen Verzierungen versehen.

### Orgel
Im Jahr 1613 wurde für sieben Zentner Zinn eine Orgel mit acht Stimmwerken erworben. Während des Ersten Weltkriegs mussten die zinnernen Orgelpfeifen abgegeben werden. Nach Kriegsende wurde die Orgel wieder vervollständigt und gleichzeitig mit einem elektrischen Antrieb versehen.

### Glocken
Die große Glocke des ursprünglichen, dreistimmigen Geläuts wurde 1584 in Joachimsthal gegossen, sie wog 500 Kilogramm und wurde am 4. Oktober 1584 im Kirchturm aufgezogen. Bei einer im Jahre 1769 vorgenommenen Turmreparatur zersprang diese Glocke und musste in Prag eingeschmolzen werden. Die Aufschrift lautete am oberen Rand: "DIESE GLOCKE IST VON BEGNADIGUNG DER RÖM: KAIL. MAYL. RUDOLPH II. UND GEMEIN STEWER AUF DER BERCKSTADT PLATTEN VON NEWEN VON HANNS WILDT IN S: JOACHIMSTHAL GEGOSSEN". Am unteren Rand: "UNTER DER HAUBTMANNSCHAFT DES GESTRENGEN, EDLEN U: EHRENFESTEN ALBRECHTS VON GLOBEN AUF POCHLOWITZ IM 1548 JAHR, den 4 OCTOB:". In der Mitte stand auf einer Seite Christus am Kreuz mit der Umschrift: "ALSO HAT GOT DIE WELT GELIEBET, DASS ER SEINEN EINIGEN SOHN GAB, AUF DAS ALLE DIE AN IHN GLAUBEN, NICHT VERLOREN WERDEN, SONDERN DAS EWICHE LEBEN HABEN", darunter stand: "JOHAN 3: C: HANNS WILDT HAT X GULDEN DAZU GEBEN. JACOB WILDT". Auf der anderen Seite lautete die Umschrift: "GLEICHWIE MOSE IN DER WÜSTE EINE SCHLANG ERHÖHET HAT, ALSO MUSSTE DER MENSCHENSOHN ERHÖHET WERDEN, AUF DAS ALLE DIE AN IM GLAUBEN, NICHT VERLOREN WERTEN, SONDERN DAS EWICHE LEBEN HABEN. JOH: 3". Unterhalb war des Schlick´sche Wappen zu sehen, das von dem hl. Joachim und der hl. Anna gehalten wurde.
Während des Ersten Weltkriegs mussten zwei Glocken zu Kriegszwecken abgegeben werden. 1927 wurde ein neues, ebenfalls dreistimmiges Geläut angeschafft. Die größte Glocke ziert eine Darstellung des Heiligen Laurentius und wiegt 647 Kilogramm. Die mittlere misst 368 kg und ist mit dem Kreuzbild versehen, die kleine Glocke zeigt die Heilige Barbara und wiegt 252 Kilogramm. In der Laterne sind überdies zwei weitere, kleine Glocken aufgehängt.

### Sonstige Ausstattung
Überdies finden sich im Kircheninneren zwei Patronatsbänke mit gemalten figuralen und ornamentalen Dekorationen, eine davon datiert aus der Zeit vor 1700.

## Persönlichkeiten
Folgende Personen wurden in der Stadtkirche begraben:
- 1662: Pater Stanislaus Kuchenhardt (zwischen Altar und Kanzel)
- 1693: Paul Wenzel Seeling (zwischen Altar und Kanzel)
- 1697: Rosina Seeling geb. Löbel (zwischen Altar und Kanzel)
- 1699: Pater Johann Hermann Mabam (nahe dem Marienaltar)
- 1704: Pater Wenceslaus Leopold Pfanner (links des Hochaltares)
- 1707: Margaretha Schlegel, Ehefrau von Dr. Schlegel
- 1737: Anna Augusta Maria Heßler (Krypta)
- 1741: Christian Elster (Vordereingang)
- 1747: Anna Barbara Heßler geb. Putz (Kreuzkapelle)
- 1750: Anna Regina Seeling geb. Hanickl
- 1751: Maria Magdalena Richter
- 1758: Pater Bernhard Thaddäus Richter
- 1761: Wenzel Elster (Krypta)
- 1761: Daniel Müller (Krypta)
- 1762: Adalbertus Seeling (Kreuzkapelle)
- 1762: Maria Elisabetha Seeling geb. Elementor (Kreuzkapelle)
- 1770: Johann Franz von Heßler (Kreuzkapelle)

## Pfarrsprengel
Eingepfarrt war außer Platten selbst alle Ortschaften und Einschichten des Plattner Walddominiums, zunächst nur aus einzelnen Zechenhäuser, Pochwerke, Mühlen und Glashütten bestehend. Die Bewohner der Jugel hielten sich bis in die erste Hälfte des 17. Jahrhunderts zur Pfarrkirche in Platten und seit deren Gründung 1655 zur protestantischen Pfarrei Johanngeorgenstadt. Nur ein Teil von Irrgang war nach Platten gepfarrt, der Rest gehörte zur Pfarrei Bärringen. 
Nach dem Ende des dreißigjährigen Krieges wurden die Nachbarpfarreien zeitweise von Platten aus mit betreut. 1666 war Abertham nach Platten gepfarrt und später zur Pfarrei Gottesgab. Bärringen das zuvor zur Pfarrei Lichtenstadt gehörte war seit 1703 zur Pfarrei Platten gepfarrt. Auf Grund Personalmangels las der Pfarrer von Platten nur jeden dritten Sonntag die Messe in Bärringen. Erst 1765 erhielt der Ort wieder einen eigenen Seelsorger. In Brettmühl befand sich seit 1866 eine kleine Kapelle, in dem gelegentlich von einem Geistlichen aus Platten die Heilige Messe zelebriert wurde. 
Der Pfarrer von Platten hatte früher die Verpflichtung aller in Johanngeorgenstadt und Umgebung lebenden Katholiken in Krankheitsfällen geistlichen Beistand zu leisten, wofür er von der königlich-sächsischen Regierung vergütet wurde. 1910 erhielt Breitenbach eine eigene Kirche, blieb aber nach Platten gepfarrt. Zum Pfarrbezirk Platten gehörten folgende Ortschaften:
| Name                | Tschechischer Name |
| ------------------- | ------------------ |
| Breitenbach         | Potůčky            |
| Brettmühl           | Pila               |
| Irrgang (teilweise) | Bludná             |
| Jungenhengst        | Luhy               |
| Pechöfen            | Potůčky            |
| Bergstadt Platten   | Horní Blatná       |
| Schwimmiger         | Pískovec           |
| Streitseifen        | Podlesí            |
| Ziegenschacht       | Stráň              |
| Zwittermühl         | Háje               |